# Rhamnus kurdicus
Rhamnus kurdicus är en brakvedsväxtart som beskrevs av Pierre Edmond Boissier och Hohen.. Rhamnus kurdicus ingår i släktet getaplar, och familjen brakvedsväxter. Inga underarter finns listade i Catalogue of Life.